# Backlash (2006)
 (août 2016).
Pour les articles homonymes, voir Backlash.
Backlash 2006 est un événement de catch qui s'est déroulé le 30 avril 2006 au Rupp Arena de Lexington, Kentucky.

## Déroulement
- Heat match: Goldust bat Rob Conway (3:38)
  - Goldust effectue le tombé sur Conway après un running powerslam.
- Carlito bat Chris Masters (9:58)
  - Carlito effectue le tombé sur Masters après un Backstabber en s'aidant des cordes.
- Umaga (w/Armando Alejandro Estrada) bat Ric Flair (3:29)
  - Umaga effectue le tombé sur Flair après un Samoan Spike.
- Trish Stratus bat WWE Women's Champion Mickie James par disqualification (4:03)
  - Mickie est disqualifiée pour avoir étranglé Trish avec sa ceinture. Mickie conserve donc le titre féminin.
  - Trish se disloque l'épaule droite pendant le match quand Mickie lui porte un back body dropp qui la fait passer par-dessus la troisième corde et retomber durement par terre.
- Rob Van Dam bat Shelton Benjamin pour remporter le WWE Intercontinental Championship (18:42)
  - RVD effectue le tombé sur benjamin après un Five-Star Frog Splash.
  - La mallette Money in the Bank de RVD est aussi en jeu.
- The Big Show combat Kane pour un match nul (9:30)
  - Le match prend fin alors que les lumières deviennent rouges et qu'on entend "May 19th". Big Show frappe Kane avec une chaise.
- Vince McMahon et Shane McMahon battent Shawn Michaels et "Dieu" dans un No Holds Barred match (19:57)
  - Vince effectue le tombé sur Michaels après que le Spirit Squad afflige à Michaels le High Spirits à travers une table.
  - Dieu était annoncé comme le partenaire de Michaels, mais était seulement représenté par un jeu de lumières.
- John Cena bat Triple H et Edge (w/Lita) dans un Triple Threat match pour conserver le WWE Championship (17:33)
  - Cena effectue le tombé sur Triple H après avoir renversé son Pedigree en un jackknife roll-up.
  - Juste après, Triple H décime l'arbitre et ses deux adversaires à coups de sledgehammer.